# Harry Chichester, II barone Templemore
Harry Spencer Chichester, II barone Templemore (14 giugno 1821 – 10 giugno 1906) è stato un nobile irlandese.

## Biografia
Era il figlio di Arthur Chichester, I barone Templemore, e di sua moglie, Lady Augusta Paget. Frequentò il Eton College e il Christ Church (Oxford).

## Carriera
Successe alla baronia il 26 settembre 1837, alla morte del padre. Durante il servizio militare, ottenne il grado di colonnello onorario del III Battaglione, Royal Irish Regiment. Ha servito come Vice Luogotenente della County Wexford ed è stato anche un giudice di pace per quella contea.

## Matrimoni

### Primo Matrimonio
Sposò, il 3 agosto 1842, Laura Caroline Jane Paget (1821-9 dicembre 1871), figlia di Arthur Paget. Ebbero due figli:
- Arthur Chichester, III barone Templemore (16 settembre 1854-28 settembre 1924);
- Flora Augusta Chichester (7 luglio 1856-5 ottobre 1874);

### Secondo Matrimonio
Sposò, l'8 gennaio 1873, Lady Victoria Elizabeth Ashley (?-15 febbraio 1927), figlia di Anthony Ashley-Cooper, VII conte di Shaftesbury. Ebbero una figlia:
- Hilda Caroline Chichester (17 dicembre 1875-2 febbraio 1961), sposò Victor George Corkran, ebbero una figlia.

## Morte
Morì il 10 giugno 1906, all'età di 84 anni.

## Ascendenza
|                                             |                                  |                                     | Genitori                                |  |  | Nonni |  |  | Bisnonni                                  |  |  | Trisnonni       |  |
|                                             |                                  |                                     |                                         |  |  |       |  |  | Arthur Chichester, I marchese di Donegall |  |  | John Chichester |  |
|                                             |                                  |                                     |                                         |  |  |       |  |  | Arthur Chichester, I marchese di Donegall |  |  | John Chichester |  |
|                                             |                                  | Elizabeth Newdigate                 |                                         |  |  |       |  |  | Arthur Chichester, I marchese di Donegall |  |  |                 |  |
| Spencer Chichester                          |                                  |                                     |                                         |  |  |       |  |  | Arthur Chichester, I marchese di Donegall |  |  |                 |  |
|                                             |                                  | Anne Hamilton                       | James Hamilton, V duca di Hamilton      |  |  |       |  |  |                                           |  |  |                 |  |
|                                             |                                  | Anne Hamilton                       | James Hamilton, V duca di Hamilton      |  |  |       |  |  |                                           |  |  |                 |  |
|                                             |                                  | Anne Hamilton                       | Anne Spencer                            |  |  |       |  |  |                                           |  |  |                 |  |
| Arthur Chichester, I barone Templemore      |                                  | Anne Hamilton                       |                                         |  |  |       |  |  |                                           |  |  |                 |  |
|                                             |                                  | John Stewart, VII conte di Galloway | Alexander Stewart, VI conte di Galloway |  |  |       |  |  |                                           |  |  |                 |  |
|                                             |                                  | John Stewart, VII conte di Galloway | Alexander Stewart, VI conte di Galloway |  |  |       |  |  |                                           |  |  |                 |  |
|                                             |                                  | John Stewart, VII conte di Galloway | Catherine Cochrane                      |  |  |       |  |  |                                           |  |  |                 |  |
| Anne Harriet Stewart                        |                                  | John Stewart, VII conte di Galloway |                                         |  |  |       |  |  |                                           |  |  |                 |  |
|                                             |                                  | Anne Dashwood                       | James Dashwood                          |  |  |       |  |  |                                           |  |  |                 |  |
|                                             |                                  | Anne Dashwood                       | James Dashwood                          |  |  |       |  |  |                                           |  |  |                 |  |
|                                             |                                  | Anne Dashwood                       | Elizabeth Spencer                       |  |  |       |  |  |                                           |  |  |                 |  |
| Harry Chichester, II barone Templemore      |                                  | Anne Dashwood                       |                                         |  |  |       |  |  |                                           |  |  |                 |  |
|                                             | Henry Paget, I conte di Uxbridge | Nicholas Bayly, II baronetto        |                                         |  |  |       |  |  |                                           |  |  |                 |  |
|                                             | Henry Paget, I conte di Uxbridge | Nicholas Bayly, II baronetto        |                                         |  |  |       |  |  |                                           |  |  |                 |  |
|                                             | Henry Paget, I conte di Uxbridge | Caroline Paget                      |                                         |  |  |       |  |  |                                           |  |  |                 |  |
| Henry William Paget, I marchese di Anglesey | Henry Paget, I conte di Uxbridge |                                     |                                         |  |  |       |  |  |                                           |  |  |                 |  |
|                                             |                                  | Jane Champagne                      | Arthur Champagne                        |  |  |       |  |  |                                           |  |  |                 |  |
|                                             |                                  | Jane Champagne                      | Arthur Champagne                        |  |  |       |  |  |                                           |  |  |                 |  |
|                                             |                                  | Jane Champagne                      | Marianne Hamon                          |  |  |       |  |  |                                           |  |  |                 |  |
| Augusta Paget                               |                                  | Jane Champagne                      |                                         |  |  |       |  |  |                                           |  |  |                 |  |
|                                             |                                  | George Villiers, IV conte di Jersey | William Villiers, III conte di Jersey   |  |  |       |  |  |                                           |  |  |                 |  |
|                                             |                                  | George Villiers, IV conte di Jersey | William Villiers, III conte di Jersey   |  |  |       |  |  |                                           |  |  |                 |  |
|                                             |                                  | George Villiers, IV conte di Jersey | Anne Egerton                            |  |  |       |  |  |                                           |  |  |                 |  |
| Caroline Villiers                           |                                  | George Villiers, IV conte di Jersey |                                         |  |  |       |  |  |                                           |  |  |                 |  |
|                                             |                                  | Frances Twysden                     | Philip Twysden, vescovo di Raphoe       |  |  |       |  |  |                                           |  |  |                 |  |
|                                             |                                  | Frances Twysden                     | Philip Twysden, vescovo di Raphoe       |  |  |       |  |  |                                           |  |  |                 |  |
|                                             |                                  | Frances Twysden                     | Frances Carter                          |  |  |       |  |  |                                           |  |  |                 |  |
|                                             |                                  | Frances Twysden                     |                                         |  |  |       |  |  |                                           |  |  |                 |  |